# Lorna Finlayson
Lorna Finlayson, född 1986, är en brittisk filosof. Hon är verksam som föreläsare vid University of Essex och har författat två böcker, båda med koppling till feminism.

## Biografi

### Studier och karriär
Åren 2004–2008 studerade Finlayson filosofi vid King's College, del av University of Cambridge. Hon avlade filosofie kandidatexamen 2007 och året efter masterexamen, utifrån avhandlingen "Neutrality in Liberalism". Därefter fortsatte hon sina studier i filosofi vid King's College, och 2011 avlades filosofie doktorsexamen med en avhandling där hon anlägger kritik mot den allmänliberala traditionen inom den politiska filosofin.
Därefter antog hon en tjänst som forskningsassistent vid King's College. Parallellt verkade hon som föreläsare vid fakulteten för filosofi vid Cambridge. Sedan 2015 är hon istället kopplad till skolan för filosofi och konsthistoria vid University of Essex.

### Författarskap
Finlayson har författat två böcker, båda med koppling till hennes intresse i politisk filosofi och feminism. 2015 kom The Political Is Political, med underrubriken (översatt till svenska) "konformitet och illusionen av åsiktsskillnader i den samtida politiska filosofin". I boken ger sig Finlayson ut för att förklara att den moderna filosofin vinnlägger sig om en liberal öppenhet som i själva verket döljer en dövande politisk konservatism.
Året efter (2016) kom An Introduction to Feminism. I boken vädrar Finlayson sin frustration över att det liberala tänkandet fått lov att sätta agendan för den samtida politiska filosofin, där liberala teoretiker utgår från rättvisans princip, liberala feminister från könens rättvisa. Hon hittar en större samhörighet mellan feminismen och den marxistiska politiska teorin, även om hon samtidigt måste erkänna stora delar av den marxistiska historien är präglad av manschauvinism. Finlayson kontrasterar ett marxistfeministiskt fokus på kvinnors arbete med 'det traditionellt liberala fokuset på deras medborgerliga rättigheter och äganderätt'. Recensenten för Mind anser att detta paradigmskifte blir extra tydligt i det kapitel i boken som ägnas åt pornografi, där Finlayson lägger sin tyngdpunkt på de ofta undermåliga arbetsvillkoren för kvinnliga porrskådespelare. Finlayson är dock lika kritisk mot feministers och andras åtgärder för att försvåra sexarbetares arbetsliv, inklusive genom den svenska modellen kring prostitution. Dessa perspektiv är enligt Finlayson ett tydligt exempel på när feministisk teori och praktik står emot varandra.
Andra kapitel i boken tillägnas feministisk anarkism samt den enligt Finlayson märkligt överdrivna roll John Stuart Mill ansetts ha för feminismen. Boken är i första hand en introduktion till feministisk politisk filosofi. Hon diskuterar den feministiska skepticismen kring "det naturliga" samt skillnaden mellan kön och genus. Hon kritiserar den traditionella uppdelningen i olika feministiska "vågor" och påpekar att redan islamiska filosofer på 1100-talet kommit långt inom det jämställda tänkandet.

### Övriga aktiviteter
Finlaysons intressen inkluderar politisk och feministisk filosofi och dess metodologi, etik, kritisk teori, ideologi, arabisk filosofi och filosofin relaterad till statsvetenskap. Hon har verkat som bloggare vid Cambridge och skrivit artiklar för tidskrifter som Theoria, Hypatia, Think och New Left Review. Vid en föreläsning 2014 hos Birkbeck vid University of London presenterade hon bakgrunden till att hon inte ser sig som en liberal tänkare.